# École polytechnique

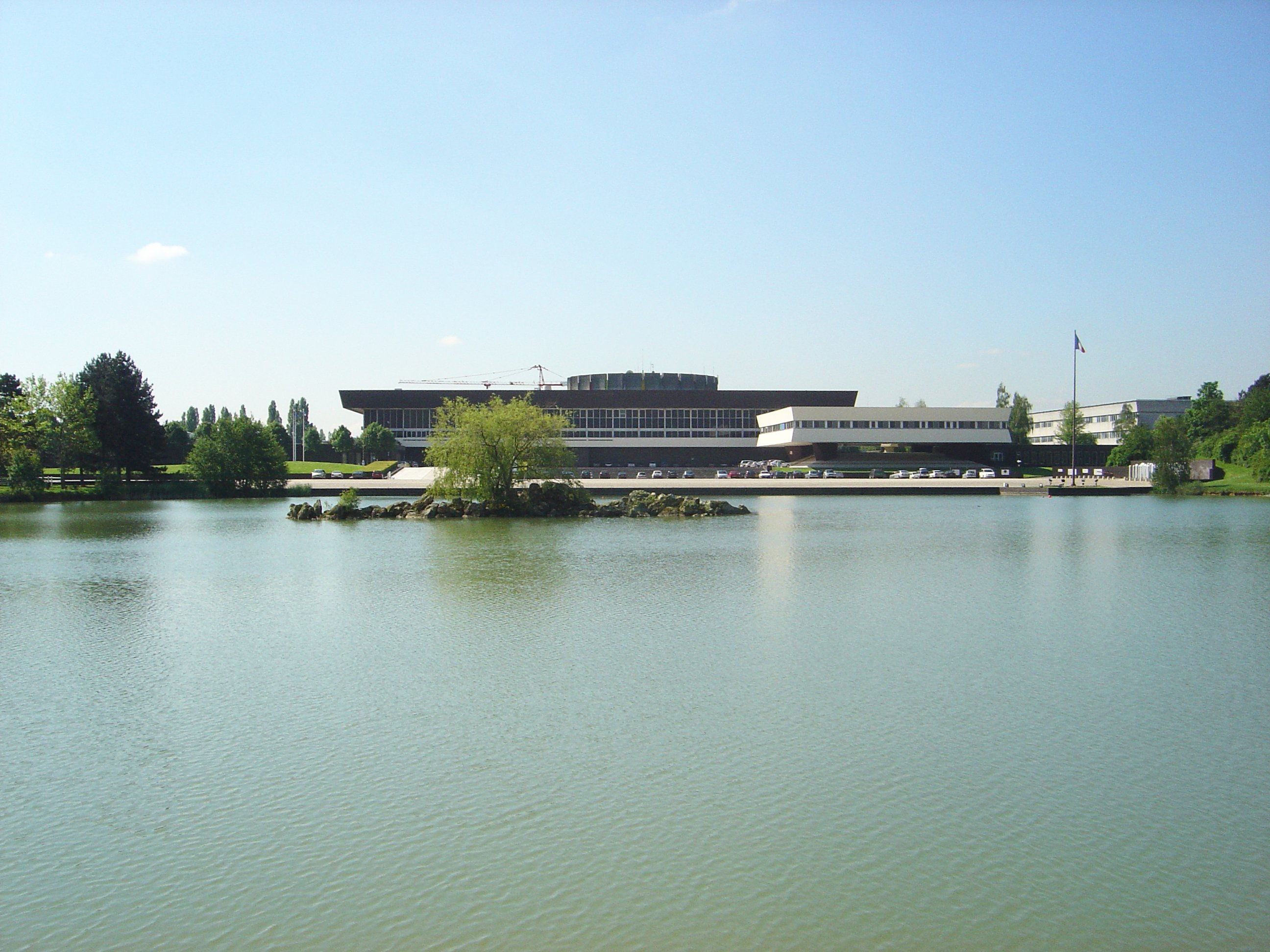
Huidig gebouw van de École polytechnique

De École polytechnique (letterlijk 'polytechnische school') is een van de befaamdste onderwijsinstellingen van Frankrijk. De school leidt ingenieurs op en door haar reputatie krijgen afgestudeerden (anciens élèves) vaak snel hoge functies in de overheid, het bedrijfsleven en het wetenschappelijk onderzoek. Ze stond model voor heel wat andere onderwijsinstellingen, ook buiten Frankrijk.
De École polytechnique is een grande école die afhangt van het Franse ministerie van Defensie. De school heeft geen militair statuut meer, maar de school wordt traditioneel geleid door een generaal, en er is nog veel militair personeel in leidinggevende en administratieve functies.
De instelling was oorspronkelijk gevestigd in het Quartier Latin in het centrum van Parijs, maar is in 1976 verhuisd naar de Parijse voorstad Palaiseau, op de terreinen van de wetenschappelijk-technologische cluster Paris-Saclay. Ze vormt sinds 2014 een onderdeel van de Universiteit Parijs-Saclay.
De studies zijn gratis en de studenten krijgen zelfs een salaris, maar om er te studeren moet men tot de best geklasseerden behoren in een vergelijkend toegangsexamen. Daarmee staat de school symbool voor het Franse ideaal van "republikeins elitisme": zeer begaafde jongelui van eenvoudige afkomst hebben via de Polytechnique hoge posities in de samenleving bereikt.

## Geschiedenis
De École polytechnique werd opgericht in maart 1794, op het hoogtepunt van de Franse Revolutie, door de Nationale Conventie. Het voorstel daartoe kwam van de befaamde wiskundige Gaspard Monge en ingenieur Jacques-Élie Lamblardie, die de eerste directeur zou worden, met de steun van twee leden van het Comité de salut public die tevens genieofficieren waren: Lazare Carnot (zelf wiskundige) en Prieur de la Côte-d'Or. Aanvankelijk heette de instelling "École centrale des travaux publics". Een jaar later kreeg ze de huidige naam (het neologisme polytechnique werd toen bedacht, vermoedelijk door Prieur).
Aanvankelijk was het de bedoeling dat de Polytechnique alle ingenieursscholen zou vervangen. In 1795 werd bepaald dat de Polytechnique drie (later twee) jaar theoretische vorming zou geven, gevolgd door een praktische en gespecialiseerde opleiding aan de andere ingenieursscholen. De bedoeling – zoals vooral Monge het formuleerde – was dat de school een encyclopedische kennis zou overmaken van de wetenschap, in het bijzonder wis-, natuur- en scheikunde, maar ook (technisch-wetenschappelijk) tekenen. De polytechniciens werden dan in applicatiescholen verder opgeleid voor leidende functies in onder meer de artillerie, de genie, de bouw van bruggen en wegen, en de scheepsbouw.
In 1804 gaf Napoleon I de school een militair statuut. Van hem komt ook het devies  "Pour la patrie, les sciences et la gloire" ("Voor het vaderland, de wetenschap en de glorie").

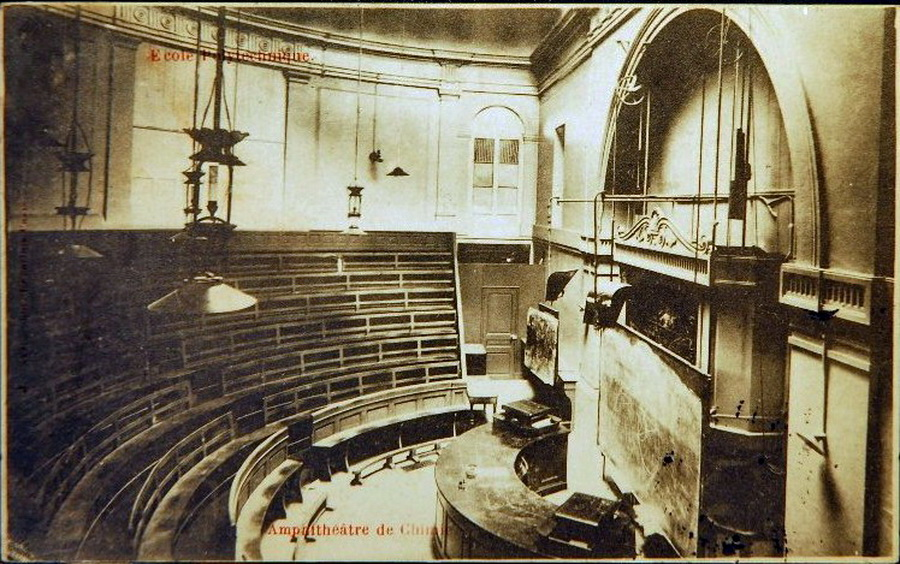
Scheikunde-hoorzaal in het oude gebouw in het Quartier Latin, gefotografeerd door Jules David in 1904

In het curriculum werd de nadruk gelegd op wiskunde. De school kende in die eerste jaren een grote uitstraling dankzij befaamde wiskundigen die er doceerden: Monge, Laplace, Lagrange en (iets later) Cauchy.
De studenten stonden aanvankelijk sterk achter de waarden van de revolutie. Bij het beleg van Parijs in 1814 verdedigden ze mee de hoofdstad. In het begin van de Restauratie van de Bourbons betoogden de studenten meermaals (onder meer nadat Monge was ontslagen) zodat er een paar honderd studenten uit de school werden gezet. In 1816 werd de school zelfs opgeheven, maar enkele maanden later al heropgericht. De studenten namen enthousiast deel aan de Julirevolutie van 1830 en speelden ook een rol in de Februarirevolutie van 1848.
In die jaren stond de school sterk onder invloed van progressieve ideeën, zoals het socialisme, vooral dat van Saint-Simon, en het positivisme van Auguste Comte, zelf een polytechnicien.
In de tweede helft van de 19de eeuw verloor de École polytechnique haar "linkse" karakter. De school werd meer en meer een instelling voor de vorming van een technocratische elite binnen de Franse staat.
Het belang van wetenschappelijk onderzoek was intussen sterk verminderd. Vanaf het einde van de 19de eeuw kwam meermalen kritiek dat de school geen grote rol meer speelde in de wetenschap.
Daar kwam geleidelijk verandering in toen de fysicus Louis Leprince-Ringuet in 1936 het eerste belangrijke laboratorium (voor kernfysica) in de Polytechnique oprichtte. Later volgde een laboratorium voor wiskunde door de befaamde mathematicus Laurent Schwartz.
Onder de Vijfde Franse Republiek kwam het tot grote hervormingen. Het aantal toegelaten leerlingen werd fors opgevoerd. Een wet van 1970 schafte het militair statuut af en liet voor het eerst vrouwen als leerlingen toe. In 1976 verhuisde de school naar een gloednieuwe campus in Palaiseau, waar ook veel meer ruimte was voor onderzoek.
Sinds 1985 is het mogelijk de graad van doctor van de École polytechnique te verkrijgen. Vanaf 2005 worden er masterdiploma's uitgereikt.

## Huidige situatie
Elk jaar worden 510 leerlingen toegelaten via een concours (vergelijkend toegangsexamen) dat – samen met dat voor de École Normale Supérieure – tot het moeilijkste van de grandes écoles wordt gerekend. Vergeleken met vroeger zijn de proeven meer schriftelijk, vanwege het grote aantal kandidaten, en minder gedomineerd door kennis van de wiskunde.

## Tradities

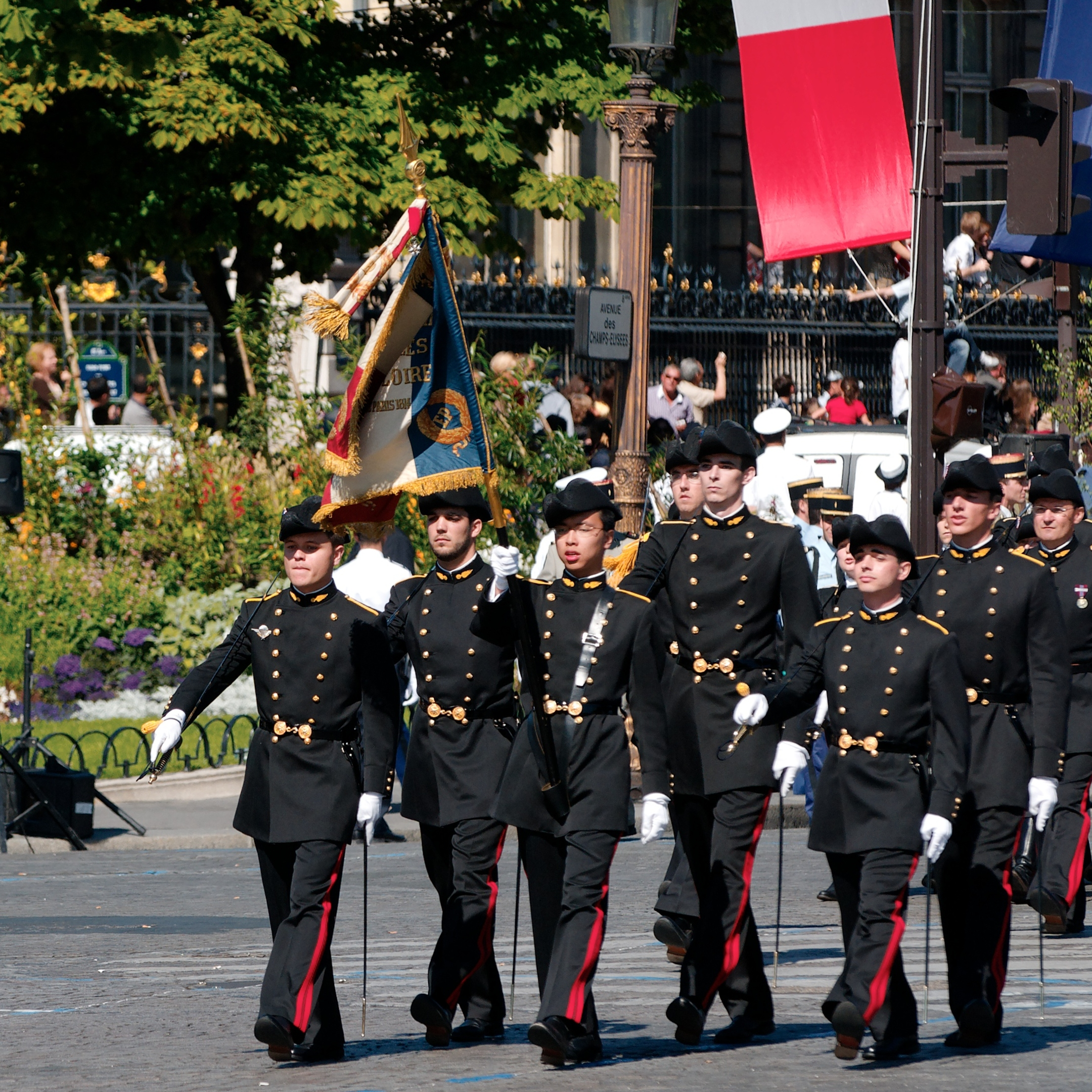
Polytechniciens op de parade van de nationale feestdag

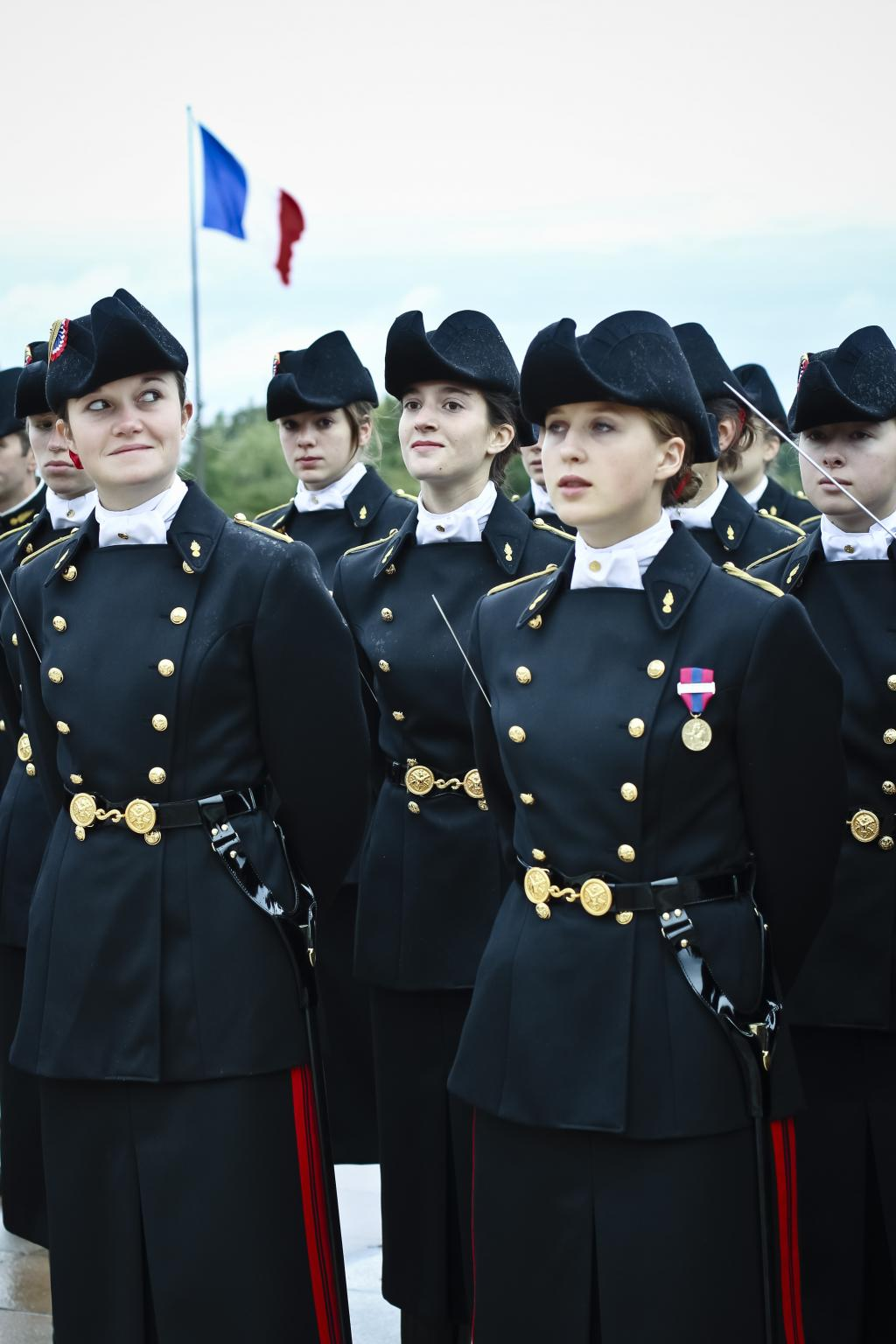
Vrouwelijke leerlingen ("polytechniciennes") in het traditioneel uniform

De school heeft een hele reeks eigen tradities en zelfs een eigen argot. Zo is de bijnaam van de school "X".  Die "X" zou zijn afgeleid van de twee gekruiste kanonnen in het wapen van de school, ofwel verwijzen naar de wiskunde, die altijd een belangrijke plaats in het curriculum gespeeld heeft. De studenten (steeds aangeduid als élèves, "leerlingen") dragen bij bijzondere gelegenheden een uniform, met een steek en een degen (in het argot tangente, raaklijn). In dat uniform nemen ze deel aan de parade van de Franse nationale feestdag op de Champs-Elysées.

## Prestige
Afstuderen aan de École polytechnique geeft toegang tot belangrijke staatsfuncties, maar evenzeer tot goedbetaalde banen in het bedrijfsleven. De laatste decennia zijn steeds meer polytechniciens terug te vinden in de top van grote ondernemingen. De titel ancien élève de l'École polytechnique (oud-leerling van de École polytechnique), die sommigen op hun visitekaartje zetten, is wettelijk voorbehouden aan wie een diploma aan de school heeft behaald. In teksten worden polytechniciens soms aangeduid met een "X" gevolgd door het jaar van hun lichting.

## Bekende polytechniciens
- Wiskundigen: Siméon Denis Poisson, Augustin Louis Cauchy, Jean-Victor Poncelet, Jean-Baptiste-Charles-Joseph Bélanger,  Michel Chasles, Jean-Marie Duhamel, Pierre Alphonse Laurent, Pierre-Laurent Wantzel, Pierre Ossian Bonnet, Joseph Serret, Joseph Bertrand, Charles Hermite, Edmond Laguerre, Camille Jordan,  Henri Poincaré, Paul Lévy, Benoît Mandelbrot
- Natuurkundigen: Jean-Baptiste Biot, Etienne-Louis Malus, Augustin Fresnel, Gustave-Gaspard Coriolis, Sadi Carnot (zoon van de medestichter Lazare Carnot), Henri Becquerel (Nobelprijs), Louis Leprince-Ringuet, Bernard d'Espagnat
- Scheikundigen: Louis Gay-Lussac, Henry Le Chatelier, Henri Deslandres
- Sterrenkundigen: François Arago, Urbain Le Verrier, Hervé Faye
- Ingenieurs en uitvinders: Henri Dupuy de Lôme, Jacques Antoine Charles Bresse, Charles Renard
- Economen: Maurice Allais (Nobelprijs), Jacques Attali, Jean Tirole (Nobelprijs)
- Filosofen: Auguste Comte (weggestuurd), Georges Sorel
- Componisten: Pierre Schaeffer
- Maarschalken van Frankrijk: Adolphe Niel, Michel Joseph Maunoury, Joseph Joffre, Ferdinand Foch, Émile Fayolle
- Generaals: Louis Eugène Cavaignac, Louis Faidherbe, Auguste Mercier, Robert Nivelle
- Bedrijfsleiders: André Citroën, Serge Dassault, Jean Gandois, Gérard Mestrallet, Bernard Arnault, Carlos Ghosn
- Presidenten van de Franse Republiek: Sadi Carnot (kleinzoon van de stichter Lazare Carnot), Albert Lebrun, Valéry Giscard d'Estaing
- Politici: Charles de Freycinet, Paul Baudouin, Claude Cheysson, Jean-Jacques Servan-Schreiber, Bruno Mégret, Nathalie Kosciusko-Morizet
- Prominente verzetslieden: Albert Messiah,  Jacques Stosskopf
- Anderen: Alfred Dreyfus, Salvador de Madariaga, Eugène Deloncle

## Bekende hoogleraren aan de École polytechnique
(de namen met een "X" achter zijn zelf oud-leeringen van de school)
- Wiskunde: Joseph-Louis Lagrange, Pierre-Simon Laplace, Joseph Fourier, Augustin Louis Cauchy (X), André-Marie Ampère, Charles Hermite (X), Camille Jordan (X), Henri Poincaré (X), Laurent Schwartz (Fieldsmedaille), Pierre-Louis Lions (Fieldsmedaille).
- Natuurkunde: Henri Becquerel (X)
- Geschiedenis: Émile Littré
- Filosofie: Alain Finkielkraut